# West Area Urban (distrito)
West Area Urban é uma área da Serra Leoa com status de distrito. West Urban corresponde a cidade de Freetown e está localizado na província Western. Sua capital é a cidade de Freetown.